# Chivas Regal
Chivas Regal es un whisky escocés prémium producido por la compañía Chivas Brothers, propiedad del grupo Pernod Ricard, producido en Aberdeen, Escocia, desde 1801. Es un whisky de mezcla, con lo que no se produce en una sola destilería. Tiene en la destilería Strathisla, ubicada en el pequeño pueblo de Keith cercano al río Spey, su localidad de referencia.
Chivas Regal es una de las marcas prémium de whisky con mayor volumen de ventas a nivel mundial. Es una de las marcas de whisky escocés más reconocidas a nivel internacional, siendo exportada a más de 200 países. Cada una de las botellas está numerada y el producto es elaborado con agua de manantial.

## Productos
- Chivas Regal 12 Year Old: mezcla basada en whiskies añejos de al menos 12 años. Es una bebida suave con gusto añejo y dulzón.
- Chivas Regal Gold Signature 18 Year Old: mezcla de whiskies maduros de 18 años o más. Tiene notas de chocolate y naranja, de sensación cítrica y picante en boca.
- Chivas Regal 25 Year Old: producido en ediciones especiales de limitadas botellas, con los más finos whiskies de 25 años o más. Su gusto es muy particular con notas de damasco y melocotón.
- Chivas Regal Royal Salute 30 Year old: envasada para la conmemoración de la llegada de Isabel II al trono de Inglaterra, se caracteriza por su sabor anisado. Solo 255 botellas fueron elaboradas y apenas 10 enviadas a Norteamérica.
- Chivas Royal Salute 38 Years Old, STONE OF DESTINY: es el whisky más destacado de Chivas. Añejado durante 38 años, es una verdadera reliquia y de reconocido valor por coleccionistas y catadores. Fue creado como agasajo a los monarcas escoceses y es una de sus joyas perdidas tras caer su trono frente a Inglaterra. Son producidas muy pocas botellas cada varios años, por lo que no se considera un producto regular de la marca.
- Chivas Regal Royal Salute 50 Year Old, es la edición más añeja de la marca escocesa. Fue lanzada «para conmemorar el 50 aniversario de la coronación de la reina Isabel II». Se sabe que solo 255 botellas fueron lanzadas al mercado.[3]

### Otras referencias
- Chivas Regal The Icon, es una mezcla de 20 whiskies.[4] Esta referencia de Chivas fue lanzada en Dubái, con finos grabados en la botella y el símbolo del broche luckenbooth en la tapa. Es un símbolo de amor celta tradicional.[4]
- Chivas Regal The Icon 50 Year, es una edición limitada de solo 4 botellas. Envejecida durante 50 años, fue lanzada para conmemorar el primer título del Manchester United Football Club en la Copa de Campeones de Europa 1967-68. Solo se produjeron 4 botellas debido a los 4 goles que marcó el equipo inglés en aquella época. Se sabe que una de las botellas fue regalada a un fanático y seguidor del Manchester por medio de un sorteo, la segunda fue puesta al mercado a través de una subasta realizada en noviembre de 2018 (las ganancias fueron destinadas a la fundación del club), la tercera fue colocada de manera provisional en el museo del club y vendida de forma privada al final de la temporada de 2018 y la cuarta botella finalmente fue puesta en el museo de la destilería Strathisla, lugar donde se produce el proceso de destilación de la marca Chivas.[5]